# EA Gothenburg
EA Gothenburg (раніше Ghost Games ) - студія Electronic Arts, розташована в Гетеборг, Швеція . Студія була зосереджена на серії комп'ютерних ігор Need for Speed . В 2020 році студія була переформована у EA Gothenburg і займається підтримкою інших проектів від Electronic Arts .

## Історія
Ghost Games була заснована в 2011 році як EA Gothenburg Маркусом Нільссоном (колишнім співробітником DICE ). У 2012 році назва студії змінилася на Ghost Games  .
У липні-серпні 2014 року була відкрита студія в Гілфорді (Ghost Games UK), в якій почали працювати більшість співробітників з Criterion Games .
У березні 2015 року була відкрита студія в Бухаресті (Ghost Bucharest) .
21 травня 2015 року відбувся анонс нової гри в серії Need For Speed - Need For Speed (2015), яка стала повним перезавантаженням серії . Вихід відбувся 3 листопада в Америці та 5 листопада в Європі 2015 року для PlayStation 4 та Xbox One . Вихід гри на ПК затримався до весни 2016 року .
10 травня 2016 року, була опублікована новина, в якій розробники поділилися інфографікою досягнень, які зробили гравці, так само оголосили, що доповнення SpeedList стане останнім для Need for Speed і використовуючи всі напрацювання, випустили нову частину Need for Speed: Payback .
У листопаді 2019 року Ghost Games випустили Need for Speed: Heat.
12 лютого 2020 року EA оголосили, що Ghost Games буде скорочено до команди підтримки і буде перейменовано назад в EA Gothenburg. Розробку нових ігор серії Need for Speed повернули до рук Criterion Games, творців серії Burnout, а також перезапусків Need for Speed: Hot Pursuit (2010) та Most Wanted (2012) .

## Ігри
| Назва гри              | Дата виходу                                                      | Платформи                                                                  | Примітки                                     |
| ---------------------- | ---------------------------------------------------------------- | -------------------------------------------------------------------------- | -------------------------------------------- |
| Need for Speed: Rivals | 19 листопада 2013                                                | PC ( Microsoft Windows ), PlayStation 4, PlayStation 3, Xbox One, Xbox 360 | з розробкою гри допомагали з Criterion Games |
| Need For Speed         | 3 листопада 2015 року (на консолях) 17 березня 2016 року (на ПК) | Microsoft Windows, PlayStation 4, Xbox One                                 | повне перезавантаження серії                 |
| Need for Speed Payback | 10 листопада 2017                                                | Microsoft Windows, PlayStation 4, Xbox One                                 |                                              |
| Need for Speed Heat    | 8 листопада 2019                                                 | Microsoft Windows, PlayStation 4, Xbox One                                 |                                              |
| Battlefield 2042       | 19 листопада 2021                                                | Microsoft Windows, PlayStation 4, PlayStation 5, Xbox One, Xbox Series X/S |                                              |